# Cimiroti
Cimiroti (en cirílico: Церовљани) es una aldea de la municipalidad de Gradiška, Republika Srpska, Bosnia y Herzegovina.

## Población
| Composición de la Población - Aldea de Cimiroti | Composición de la Población - Aldea de Cimiroti | Composición de la Población - Aldea de Cimiroti | Composición de la Población - Aldea de Cimiroti | Composición de la Población - Aldea de Cimiroti |
| ----------------------------------------------- | ----------------------------------------------- | ----------------------------------------------- | ----------------------------------------------- | ----------------------------------------------- |
|                                                 | 2013                                            | 1991                                            | 1981                                            | 1971                                            |
| Total                                           | 380                                             | 604 (100,0%)                                    | 656 (100,0%)                                    | 799 (100,0%)                                    |
| Varones                                         | 202                                             | -                                               | -                                               | -                                               |
| Mujeres                                         | 178                                             | -                                               | -                                               | -                                               |
| Bosniacos                                       | 1                                               | 2 (0,331%)                                      | 1 1 (0,152%)                                    | -                                               |
| Serbios                                         | 336                                             | 475 (78,64%)                                    | 517 (78,81%)                                    | 640 (80,10%)                                    |
| Croatas                                         | 10                                              | 25 (4,139%)                                     | 10 (1,524%)                                     | 43 (5,382%)                                     |
| Gitanos                                         | -                                               | -                                               | -                                               | -                                               |
| Eslovenos                                       | 1                                               | -                                               | -                                               | -                                               |
| Musulmanes                                      | 1                                               | -                                               | -                                               | -                                               |
| Montenegrinos                                   | -                                               | -                                               | -                                               | -                                               |
| Macedonios                                      | -                                               | -                                               | -                                               | -                                               |
| Albaneses                                       | 1                                               | -                                               | -                                               | -                                               |
| Ukranianos                                      | 23                                              | -                                               | -                                               | -                                               |
| Yugoslavos                                      | -                                               | 31 (5,132%)                                     | 62 (9,451%)                                     | -                                               |
| Otros                                           | 6                                               | 71 (11,75%)                                     | 66 (10,06%)                                     | 116 (14,52%)                                    |
| Sin declarar                                    | 1                                               | -                                               | -                                               | -                                               |
| Desconocidos                                    | -                                               | -                                               | -                                               | -                                               |